# دروغ اول آوریل

روز دروغ آوریل در بسیاری از کشورها به عنوان یک روز ویژه با گفتن دروغ‌هایی به شوخی در ۱ آوریل گرامی داشته می‌شود.
در برخی از کشورها (از جمله بریتانیا، اتریش، نیوزیلند و زیمبابوه) دروغ‌گویی در این روز از صبح تا شب ادامه پیدا می‌کند و شخصی که قبل از شب، حقیقت را فاش کند یا شخصی که این دروغ را باور کند احمق آوریل (April Fool) لقب می‌گیرد. اما در مناطق دیگر تا پایان ظهر ادامه دارد.

## ریشه
گمانه‌زنی‌های مختلفی در مورد ریشهٔ این رسم مطرح است. یکی از معروفترین آن‌ها پیدایش دروغ آوریل را به اقدام شارل نهم پادشاه فرانسه در سال ۱۵۶۴ نسبت می‌دهد که در هنگام اصلاح تقویم گریگوری جشن‌های سال نو را از اول آوریل به اول ژانویه منتقل کرد. پس از آن مخالفان این تغییر همچنان در روز اول آوریل به دید و بازدید عید می‌رفتند دوستان و آشنایان‌شان این افراد را که بر برگزاری عید در روز اول آوریل اصرار داشتند، دست انداخته و سرِ کار گذاشته و آن‌ها را «احمق‌های آوریل» می‌نامیدند.

## دروغ‌های معروف
- تلویزیون هلند در دهه ۱۹۵۰ خبر واژگونی برج پیزا را پخش کرد.[۳]
- درخت‌های ماکارونی: بی‌بی‌سی یک برنامه پانوراما در ۱۹۵۷ پخش کرد که درخت‌های ماکارونی را در سوئیس نشان می‌داد. بی‌بی‌سی اعلام کرد که سوسک‌های ماکارونی که محصولات را از بین می‌بردند قلع و قمع شدند. بسیاری از مردم با بی‌بی‌سی تماس گرفتند و پرسیدند که چگونه درخت‌های ماکارونی را کشت می‌کنند. این واقعه در حقیقت در شهر سنت آلبنز انگلیس فیلمبرداری شده بود. .[۴]
- دروغ‌هایی مبنی بر بیرون آمدن از خانه: در ۱۹۸۵ روزنامه لوس آنجلس ویکلی خبری را در روز دروغ آوریل چاپ کرد که بسیاری از مردم توسط آن فریفته شدند.[۵]
- کرموکس: در ۱۹۸۴ اولین شوخی آنلاین یک پیامی را منتشر کرد که یوزنت در شوروی برای کاربران در دسترس است.[۶]
- آلاباما عدد پی را تغییر می‌دهد: روزنامه New Mexicans for Science and Reason در آوریل ۱۹۹۸ مقاله‌ای را چاپ کرد که توسط فیزیکدانی به نام مارک بوسلوگ نوشته شده و در آن آمده بود که قوه مقننه آلاباما رأی داد که ثابت پی تغییر کرده‌است. این واقعه ظاهراً اولین بار در داستانی به نام غریبه‌ای در سرزمین غریب (Stranger in a Strange Land) تألیف رابرت هاینلاین آمده‌است.[۷]
- ترور بیل گیتس: در ۲۰۰۳ خیلی از وبسایت‌های کره شمالی و چینی اظهار کردند که سی‌ان‌ان خبر داد که بیل گیتس مؤسس مایکروسافت در نتیجه ۱٫۵٪ افت در بورس سهام چین ترور شد. (به هر حال CNN در چین تحریم شد)[۸]
- آب در مریخ: در ۲۰۰۵ یک خبر در وبسایت رسمی ناسا پخش شد که آب را در مریخ نشان می‌داد. این تصاویر در حقیقت یک لیوان آب بر روی شکلاتی با نام مارس (Mars Candy Bar) بود که به معنی مریخ است.[۹]
- پری مرده: در ۲۰۰۷ یک دروغ‌ساز در وبگاهش تصاویری را منتشر کرد که جسد یک موجود ناشناخته ۸ اینچی را نشان می‌داد که گفته می‌شد یک پری مومیایی شده‌است. او سرانجام پری را در eBay به قیمت ۲۸۰ یورو فروخت![۱۰]
- شبکه تلویزیونی بی‌بی‌سی در سال ۲۰۰۸ گزارشی از کشف نوعی پنگوئن پرنده در قطب جنوب را پخش کرد. در این گزارش یک فیلم تلویزیونی از پنگوئن‌ها و پرواز آن‌ها تا جنگل‌های آمازون نیز پخش شد.[۱۱]
- زمان استاندارد: در کشورهای مختلف این شوخی آورده شده‌است که می‌گوید سیستم زمان به نوعی تغییر خواهد کرد که در آن، واحد زمان بر اساس توان‌هایی از ۱۰ ذکر می‌شوند.[۱۲]
- کنترل Gmail با حرکات بدن: گوگل در اول آوریل ۲۰۱۱ امکان جدیدی را در سرویس ایمیل خود معرفی کرد که به کمک آن و بدون استفاده از موشواره و صفحه کلید، کاربران به کمک وب‌کم می‌توانند به مدیریت رایانامه خود بپردازند و نامه‌های خود را بررسی کنند.[۱۳]
- Google nose: شرکت گوگل در ۱ آوریل ۲۰۱۳ امکان جدیدی را تحت عنوان google nose منتشر کرد، در واقع قرار بود گوگل nose هر بویی را توسط تلفن همراه و رایانه ایجاد کند و کاربران قادر به بوییدن آن باشند!.[۱۴]
- لاوروف وزیر خارجه روسیه در طی مذاکرات هسته‌ای با ایران (۲۰۱۵) در لوزان سویس، خبر از توافق کلی داد که خبرگزاری‌ها آن را دروغ اول آوریل نامیدند.
- «از طرف دولت روسیه به هر خارجی که با یک دختر روس ازدواج کند ۱۵ هزار دلار آمریکا و تابعیت روسیه داده می‌شود.» دروغ اول آوریل ۲۰۱۶ بود که رسانه‌ها و کاربران زیادی را سرکار گذاشت.[۱۵]
- در ۱ آوریل ۲۰۱۸ ویدئویی در اینترنت دست به دست شد که در آن ادعا شد که شرکت سوپرسل در حال طراحی قابلیت بازی کردن کلش آو کلنز با ذهن است.

## دروغ سیزده در ایران
بیش از شصت سال است که در ایران، شوخی سیزده نوروز از سوی چند روزنامه‌نگار ایرانی رواج پیدا کرده‌است. آغاز ماه آوریل یک روز پیش از سیزده نوروز می‌باشد و این هم‌زمانی دست‌آویزی شد که درسیزده نوروز که ویژه جشن، شادی و نیایش برای باران و باروری زمین است، زیر نام شوخی سیزده با مردم و دیگر رسانه‌ها شوخی کنند.
اسماعیل پوروالی، روزنامه‌نگار سرشناس ایرانی که میان همکارانش به آقای مدیر شناخته شده بود، در ماهنامه روزگار نو در اردیبهشت ۱۳۷۰ خورشیدی در پاریس نوشت:
«ما شمارهٔ سیزده فروردین سال ۱۳۲۲ شمسی روزنامهٔ «نبرد» را یکپارچه به صورت دروغ درآوردیم. یکی از این دروغ‌ها، نطقی بود از هیتلر، که در آن بحبوحهٔ جنگ، دستور آتش‌بس می‌داد و این مژده‌ای بود که همهٔ مردم از پیر و جوان، زن و مرد و بزرگ و کوچک را خوشحال می‌کرد. در کنار این دروغ شادی‌دهنده، دروغ آزاردهنده‌ای که در آن روز بساط سیزده نوروز خیلی‌ها را به هم ریخت، خبر فوت «حاج محتشم السلطنه» رئیس مجلس وقت بود، که چون در بین مردم تهران به‌خصوص بازاریها وجهه و احترام و اعتباری خاص داشت. هزارها نفر راه خانهٔ او را درپیش گرفتند تا در مراسم تشییع جنازه‌اش شرکت کنند.»
روزنامه نبرد در آن زمان به مدیریت خسرو اقبال اداره می‌شد، و از همکارانش نیز می‌توان، محمود تفضلی، جواد فاضل، حسن ارسنجانی، جهانگیر تفضلی و اسماعیل پوروالی و سه، چهار تن دیگر که در آن قلم می‌زدند نام برد. اسماعیل‌پور والی، چند سال پیش در پاریس در گذشت.
در سالهای اخیر روزنامه‌های اصلاح طلب به این موضوع پرداختند. اولین بار ابراهیم نبوی در روزنامه نشاط خبر آزاد شدن عبدالله اوجالان (که طی یک عملیات جنجالی منسوب به آمریکا، اسرائیل و ترکیه ربوده و به ترکیه انتقال یافته بود) را منتشر ساخت.
یکی از جنجالی‌ترین شوخی سیزده در ایران خبر کج شدن و احتمال سقوط برج میلاد بود که روزنامه شرق در آخرین شماره خود در سال ۱۳۸۳ منتشر ساخت. این شوخی توسط رسانه‌های اپوزیسیون جدی گرفته شد و به تحلیل آن پرداختند. برخی دیگر نیز آن را به برنامه اتمی ایران نسبت دادند. همچنین قیمت ملک در مناطق اطراف برج نیز برای مدتی کاهش یافت.
خبرگزاری میراث فرهنگی در سیزده فروردین ماه ۱۳۹۴ خبر از قول دفتر ملکه بریتانیا اعلام کرد: کوه نور را به ایران باز پس می‌دهیم. این خبرگزاری سپس در یادداشتی به قلم شاهین سپنتا این خبر را «شوخی سیزده» این رسانه اعلام کرد و در این مورد نوشت:شوخی سیزده در ایران معمولاً بازتاب طنز گونه حقایق مختلف تاریخی و اجتماعی و گاه سیاسی است تا در یک روز شاد، تلنگری باشد به مخاطب رسانه‌ها و توجه آن‌ها را به گوشه‌های ناگفته‌ای از حقایق تاریخی و اجتماعی جلب کند. در سال ۱۳۹۶ شمسی هم خبرهایی مبنی بر فوت آیت الله احمد جنتی در فضای مجازی منتشر شد که این خبر توسط کانال تلگرامی سخنگوی شورای نگهبان تکذیب شد.